# 埃米·罗林森
埃米·罗林森（英語：Amy Rollinson，2004年6月18日—），英国女子跳水运动员。她曾代表英格兰参加2022年英联邦运动会跳水比赛，获得女子1米跳板铜牌和女子双人3米跳板第四名。